# Plutomurus
Plutomurus – rodzaj prymitywnych skoczogonków z rodziny łuśniczkowatych, pozbawionych oczu, żyjących w całkowitej ciemności. 

## Systematyka
Lista gatunków wchodzących w skład rodzaju Plutomurus:
- Plutomurus abchasicus Martynova, 1969
- Plutomurus baschkiricus (Skorikov, 1900)
- Plutomurus belozerovi Martynova, 1979
- Plutomurus birsteini Djanashvili & Barjadze, 2011
- Plutomurus borealis Suma, 1981
- Plutomurus brevimucronatus (Denis, 1928)
- Plutomurus californicus (Folsom, 1913)
- Plutomurus carpaticus Rusek & Weiner, 1978
- Plutomurus diversispinus (Yosii, 1966)
- Plutomurus edaphicus Yosii, 1967
- Plutomurus ehimensis Yosii, 1956
- Plutomurus grahami (Christiansen, 1980)
- Plutomurus gul (Yosii, 1966)
- Plutomurus iwatensis Yoshii, 1991
- Plutomurus jeleznovozski Kniss & Thibaud, 1999
- Plutomurus kawasawai Yosii, 1956
- Plutomurus kelasuricus Martynova, 1969
- Plutomurus leei (Yosii, 1966)
- Plutomurus marmorarius Yosii, 1967
- Plutomurus ortobalaganensis Jordana i Baquero, 2012
- Plutomurus riugadoensis (Yosii, 1939)
- Plutomurus sorosi Kniss & Thibaud, 1999
- Plutomurus suzukaensis (Yosii, 1938)
- Plutomurus unidentatus (Börner, 1901)
- Plutomurus vigintiferispina Lee, 1974
- Plutomurus wilkeyi (Christiansen, 1964)
- Plutomurus yamatensis Yosii, 1956